# Dictionnaire des sculpteurs de l'École française
Le Dictionnaire de sculpteurs de l'École française est un ouvrage en cinq volumes constitué de notices biographiques sur des sculpteurs classés par ordre alphabétique dans chaque volume et chronologique selon le volume.

## Description
Ce dictionnaire est le fruit du travail de Stanislas Lami, artiste et amateur érudit d'histoire de l'art. À l'époque, le seul dictionnaire biographique qui aspire à être un ouvrage d'ensemble est le Bellier et Auvray mais dans cet ouvrage comme dans les autres dictionnaires et encyclopédies, les notices sur les sculpteurs sont rares ou incomplètes. C'est face à ce manque d'études sur les sculpteurs que Lami entreprend l'écriture d'un dictionnaire, une forme qu'il emprunte à Viollet-le-Duc, auteur du Dictionnaire raisonné de l'architecture française.
Il se compose d'un premier volume intitulé Dictionnaire des sculpteurs de l'Antiquité jusqu'au VIe siècle de notre ère qui traduit par son titre la volonté de traiter de tous les sculpteurs et pas seulement des sculpteurs français. Mais, face à l'ampleur de la tâche, les volumes suivants s'attachent désormais à ne décrire que les sculpteurs français.
Le dictionnaire est marqué par la volonté de Lami de rendre compte du milieu de la sculpture avec le plus de précision possible et c'est pourquoi il dépasse parfois le cadre biographique en donnant des informations sur les salaires ou le statut des sculpteurs. De plus, il indique également les artistes peu connus « car ils ont concouru, eux-aussi, au rayonnement de l'art français ».
Des volumes iconographiques ainsi que des notices sur ses contemporains auraient dû être publiés mais ils ne virent jamais le jour.
Cet ouvrage constitue encore aujourd'hui une source valide. Il est tombé dans le domaine public.